# Beckiella inca
Beckiella inca är en kvalsterart som beskrevs av Josef Stary 1992. Beckiella inca ingår i släktet Beckiella och familjen Dampfiellidae. Inga underarter finns listade.